# Estación Pilcaniyeu
Pilcaniyeu es una estación de ferrocarril ubicada en la localidad del mismo nombre, Departamento Pilcaniyeu, Provincia de Río Negro, Argentina.

## Ubicación
Se encuentra a 70 km al este de la ciudad de San Carlos de Bariloche.

## Servicios
Por sus vías transitan formaciones de cargas y de pasajeros de la empresa Tren Patagónico S.A.. Cuenta con parada para los servicios de pasajeros tanto en sentido ascendente como descendente del Tren Patagónico y del servicio regional Ingeniero Jacobacci - San Carlos de Bariloche.